# Carlo Agostini
Carlo Agostini (San Martino di Lupari, 22 aprile 1888 – Venezia, 28 dicembre 1952) è stato un patriarca cattolico italiano.

## Biografia
Monsignor Carlo Agostini nacque a San Martino di Lupari il 22 aprile 1888.

### Formazione e ministero sacerdotale

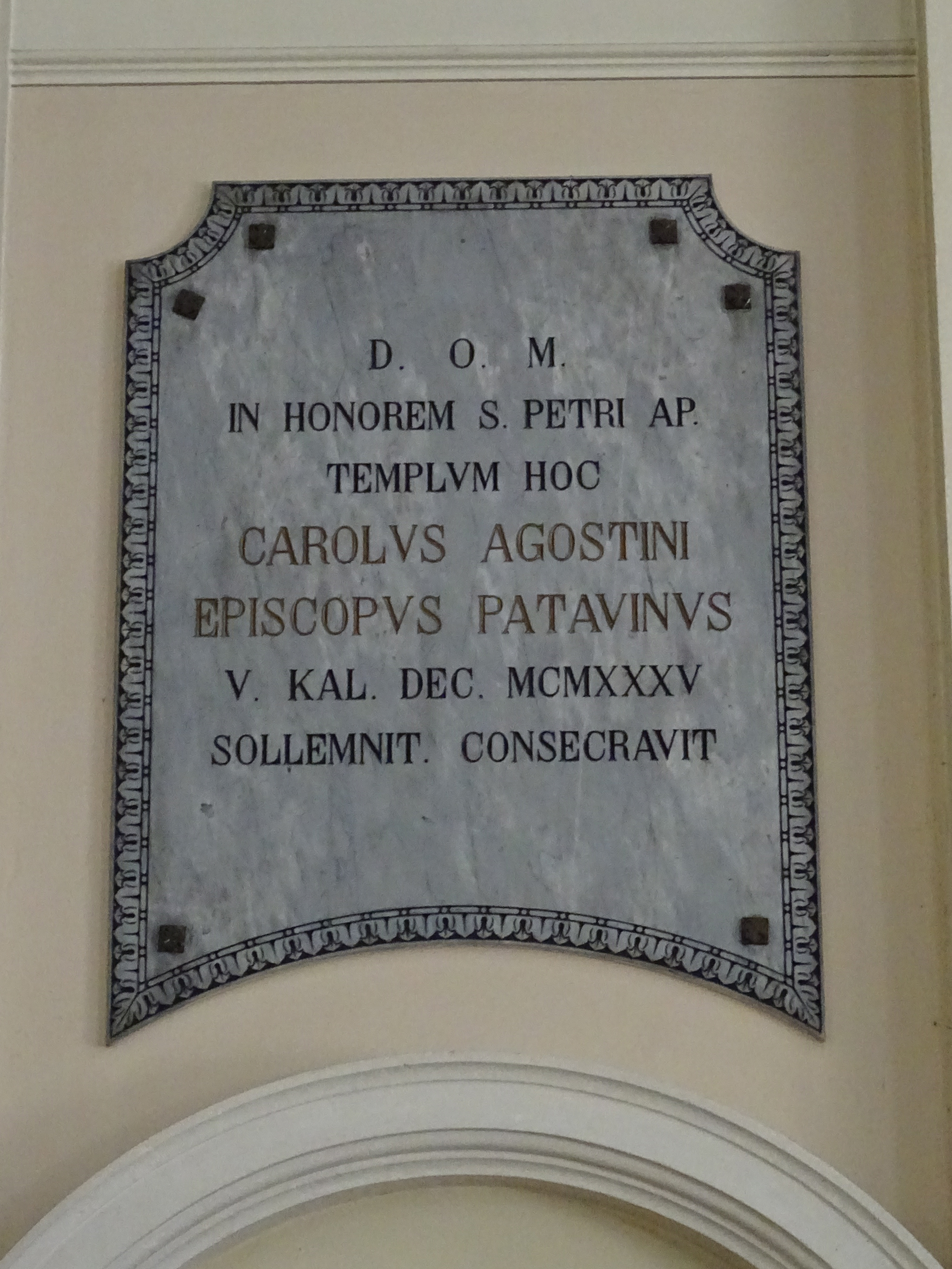
Targa nella chiesa di San Pietro di Valdastico che ricorda la consacrazione officiata da monsignor Agostini nel 1935

Studiò discipline umanistiche al seminario vescovile di Treviso. Nel 1906 fu inviato a Roma per proseguire gli studi. Lì frequentò il Pontificio istituto internazionale Angelicum dove conseguì il dottorato in filosofia e la Pontificia Università Gregoriana dove conseguì il dottorato in teologia. Mentre studiava a Roma, sviluppò una stretta amicizia con papa Pio X, che lo ricevette in diverse udienze private.
Il 24 settembre 1910 fu ordinato presbitero per la diocesi di Treviso nel duomo di San Donà di Piave da monsignor Andrea Giacinto Longhin. Il papa gli aveva concesso una dispensa in ragione della giovane età. In seguito fu professore di teologia biblica al seminario vescovile di Treviso dal 1910 al 1912, professore di teologia morale dal 1912 al 1932, vicario parrocchiale di San Biagio di Callalta dal 1914 al 1918, rettore del seminario dal 1925 al 1932 e canonico del capitolo della cattedrale dal 1928. Insegnò religione alle scuole medie di Palazzo Filodrammatici e al Collegio Nicolò Tommaseo dove fu anche direttore spirituale. Nel 1925 venne nominato monsignore.

### Ministero episcopale
Il 31 gennaio 1932 papa Pio XI lo nominò vescovo di Padova. Ricevette l'ordinazione episcopale il 10 aprile successivo dall'arcivescovo-vescovo di Treviso Andrea Giacinto Longhin, coconsacranti l'arcivescovo metropolita di Firenze Elia Dalla Costa e il vescovo di Ceneda Eugenio Beccegato. Prese possesso della diocesi l'8 maggio successivo. Dall'8 marzo al 6 dicembre 1936 fu amministratore apostolico della diocesi di Treviso. Il 25 marzo 1942 venne nominato assistente al Soglio Pontificio.
Il 5 febbraio 1949 papa Pio XII lo nominò patriarca di Venezia.
Il 29 novembre 1952 papa Pio XII annunciò il concistoro nel quale avrebbe dovuto essere creato cardinale ma Agostini morì prima, il 28 dicembre 1952 a causa della malattia di Parkinson e di una leucemia. Inizialmente fu sepolto nel cimitero di San Michele a Venezia. In seguito le sue spoglie furono traslate nella cripta della basilica di San Marco a Venezia.
L'inaspettata vacanza della sede di Venezia aprì la strada a monsignor Angelo Roncalli, il futuro papa Giovanni XXIII.

## Genealogia episcopale e successione apostolica
La genealogia episcopale è:
- Cardinale Scipione Rebiba
- Cardinale Giulio Antonio Santori
- Cardinale Girolamo Bernerio, O.P.
- Arcivescovo Galeazzo Sanvitale
- Cardinale Ludovico Ludovisi
- Cardinale Luigi Caetani
- Cardinale Ulderico Carpegna
- Cardinale Paluzzo Paluzzi Altieri degli Albertoni
- Papa Benedetto XIII
- Papa Benedetto XIV
- Papa Clemente XIII
- Cardinale Bernardino Giraud
- Cardinale Alessandro Mattei
- Cardinale Pietro Francesco Galleffi
- Cardinale Giacomo Filippo Fransoni
- Cardinale Carlo Sacconi
- Cardinale Edward Henry Howard
- Cardinale Mariano Rampolla del Tindaro
- Cardinale Rafael Merry del Val
- Arcivescovo Andrea Giacinto Longhin, O.F.M.Cap.
- Patriarca Carlo Agostini

La successione apostolica è:
- Vescovo Giovanni Battista Girardi (1934)
- Vescovo Guido Maria Mazzocco (1936)
- Vescovo Vittorio De Zanche (1940)
- Vescovo Giuseppe Stella (1944)
- Vescovo Edoardo Mason, F.S.C.I. (1947)
- Vescovo Giovanni Battista Dal Prà (1948)